# Kartoffelkuren
La cure de la patate, en danois Kartoffelkuren, est un ensemble de politiques économiques de rigueur implémentées au Danemark en octobre 1986au moment des "vacances des patates". Elles incluaient une surtaxe de 20 % sur le crédit à la consommation, puis une hausse de la TVA à 25 % en 1992. 